# 近畿管区行政評価局
近畿管区行政評価局（きんきかんくぎょうせいひょうかきょく）は、大阪府大阪市中央区にある総務省の地方支分部局。

## 組織
- 総務行政相談部
  - 総務課
  - 行政相談課
  - 首席行政相談官
  - 管理官
- 評価監視部
  - 第1評価監視官
  - 第2評価監視官
  - 第3評価監視官
  - 第4評価監視官
  - 第5評価監視官
  - 第6評価監視官
- 地域総括評価官
- 兵庫行政評価事務所（兵庫県神戸市中央区、神戸地方合同庁舎）

## 出張所
- 福井行政監視行政相談センター（福井県福井市、福井地方合同庁舎）
- 滋賀行政監視行政相談センター（滋賀県大津市、大津びわ湖合同庁舎）
- 京都行政監視行政相談センター（京都府京都市中京区、京都地方合同庁舎）
- 奈良行政監視行政相談センター（奈良県奈良市、奈良合同庁舎）
- 和歌山行政監視行政相談センター（和歌山県和歌山市、和歌山地方合同庁舎）

## 近畿管区行政評価局長
| 氏名       | 就任年月日    | 備考 |
| ---------- | ------------- | ---- |
| 駒形健一   | 2013年6月28日 |      |
| 渕上茂     | 2014年7月22日 |      |
| 菅宣紀     | 2015年7月31日 |      |
| 角田祐一   | 2017年7月11日 |      |
| 水上保     | 2018年7月20日 |      |
| 清水正博   | 2019年7月5日  |      |
| 山内達矢   | 2020年8月1日  |      |
| 森丘宏     | 2021年7月1日  |      |
| 平野真哉   | 2022年6月28日 |      |
| 栗田奈央子 | 2023年7月7日  |      |
| 原嶋清次   | 2024年7月5日  |      |

## その他
「関東に比べて近畿では、視覚障害のある男性や男性介助者も女性車両を利用できることが知らされていない」という行政相談を受け､「障害のある男性や男性介助者も女性専用車両を利用できる」ということをもっと広く知らせるよう近畿運輸局にあっせんした。